# Май 2011 года

Список событий мая 2011 года.

## События
- 1 мая
  - В Москве завершился чемпионат мира по фигурному катанию, в одиночном катании золотую медаль получили канадец Патрик Чан и японка Мики Андо[1].
  - Великобритания объявила ливийского посла в Лондоне персоной нон грата[2].
  - Сторонники ливийского лидера Муаммара Каддафи атаковали посольства Великобритании, США и Италии в Триполи[3].
  - Папа римский Бенедикт XVI причислил своего предшественника Иоанна Павла II к лику блаженных[4].
  - В результате бомбардировки НАТО были убиты трое внуков и сын Муамара Каддафи — Саиф аль-Араб Каддафи[5].

- 2 мая
  - В Канаде прошли парламентские выборы. Правящая Консервативная партия получила абсолютное большинство мест в парламенте. Неожиданностью стал успех Новой демократической партии, занявшей второе место[6][7].
  - В результате спецоперации в Пакистане убит глава террористической сети Аль-Каида Усама бин Ладен[8].

- 3 мая
  - Физикам эксперимента ALPHA в CERN, занимающегося проблемами антиматерии, удалось удержать в ловушке атомы антиводорода в течение 17 минут, что больше предыдущего рекорда на четыре порядка[9].
  - Палестинские движения ФАТХ и ХАМАС подписали в Каире соглашение о национальном примирении и создании общих органов власти[10].
  - 2 человека погибли, 14 — получили ранения в результате прохождения торнадо над мега-моллом в пригороде Окленда — Олбани в Новой Зеландии[11].

- 4 мая
  - В Индии обнаружен разбившийся 30 апреля вертолёт с главным министром штата Аруначал-Прадеш Дорджи Кханду. Погибли также ещё 4 человека, находившиеся на борту[12].
  - Увеличен стаж для получения пенсии за выслугу лет российскими госслужащими[13].

- 5 мая
  - Учёные из Стэнфордского университета и НАСА завершили обработку данных со спутника Gravity Probe B, эксперимент подтвердил реальность эффекта Лензе — Тирринга[14].
  - В возрасте 110 лет скончался Клод Чоулз, последний участник боевых действий во время Первой мировой войны[15].
  - В Великобритании прошёл референдум по вопросу об изменении избирательной системы. Большинство британцев проголосовали против изменений[16][17].

- 6 мая
  - Бразилия стала третьей страной Латинской Америки, признавшей однополые браки[18].
  - Полиция Туниса разогнала антиправительственную демонстрацию, которая проходила в центре столицы, для разгона демонстрантов был применён слезоточивый газ[19].
  - Террористическая сеть «Аль-Каида» официально подтвердила гибель своего лидера Усамы бин Ладена[20].

- 7 мая
  - Самолёты правительственной армии Ливии разбомбили топливохранилище около удерживаемого повстанцами города Мисурата[21].
  - 27 человек погибли в результате авиакатастрофы самолёта MA60, принадлежащего государственной местной авиакомпании Merpati Nusantara Airlines, в восточной индонезийской провинции Западное Папуа. Самолёт упал в море вблизи аэропорта Западного Папуа[22].
  - 12 человек погибли, 232 — получили ранения в межрелигиозных столкновениях между христианами и мусульманами во дворе Каирской церкви[23].
  - В результате скоординированной волны атак, проведённой движением «Талибан», на правительственные учреждения в южном афганском городе Кандагар погибли, по меньшей мере, 2 человека, 29 — получили ранения. Был атакован офис губернатора, город сотрясли 10 взрывов: 6 взрывов, устроенных террористами-смертниками, сработали 2 бомбы, заложенные в автомобилях, 2 — в рикшах[24].
  - На парламентских выборах в Сингапуре победу одержала правящая Партия «Народное действие». Она займёт 81 из 87 мест в парламенте. Оставшиеся 6 мест получит оппозиционная Рабочая партия[25].
  - Городам Старый Оскол, Колпино и Анапа присвоено почётное звание Город воинской славы[26]

- 8 мая
  - В финальном матче баскетбольной Евролиги греческий «Панатинаикос» добился победы над израильским «Маккаби»[27].
  - По меньшей мере 36 человек погибли в Того во время шторма. Люди пересекали озеро на лодках, но начался тропический дождь и сильные порывы ветра перевернули 7 лодок[28].
  - По меньшей мере 9 человек погибли, тысячам пришлось оставить свои дома в результате обрушившегося на восточное побережье Филиппин тропического шторма Айри, вызвавшего сильные дожди и оползни на острове Катандуанес[29].

- 9 мая
  - Король Таиланда подписал указ о роспуске парламента[30].
  - Европейский союз ввёл эмбарго на поставки оружия в Сирию, где с марта происходят столкновения демонстрантов с силами правопорядка[31].
  - Во Львове произошёл ряд стычек между пророссийскими и украинскими националистическими группировками[32].

- 10 мая
  - В России президент Дмитрий Медведев предложил обсудить вопрос о химической кастрации педофилов[33][34]
  - Беспилотный самолёт американских ВВС нанёс авиаудар по территории Пакистана. 4 боевика были убиты в результате этой атаки. За последний год, в результате американских атак, в Пакистане были убиты 670 человек[35].
  - Компания Microsoft приобрела сервис интернет-телефонии Skype за 8,5 миллиардов долларов[36].
  - Эстония и Сомали установили дипломатические отношения[37].

- 11 мая
  - Национальный банк Республики Беларусь отменил ограничения для банков по установлению курсов валюты, что привело к резкому росту курса доллара в стране[38].
  - Космический зонд Dawn сфотографировал второй по размеру астероид в Солнечной системе под названием Веста[39].
  - На Манежной площади произошла попытка проведения пресс-конференции общественно-политической организации «Русские»[40].
  - По меньшей мере 9 человек погибли, 324 — получили ранения в результате двух землетрясений в Испании[41].
  - В Каннах открылся 64-й международный кинофестиваль[42].

- 12 мая
  - Верховный суд Бангладеш снял десятилетний запрет на издание фетв[43].
  - Международный валютный фонд получил официальный запрос от властей Египта на получение финансовой помощи[44].

- 13 мая
  - В Алжире произошло нападение боевиков на военную базу. 7 солдат алжирской армии были убиты в ходе боя[45].
  - Верховный суд Вануату отменил избрание Сержа Вохора премьер-министром, так как он не получил конституционного большинства (26 голосов из 52). Получивший вотум недоверия Сато Килман вновь стал главой правительства[46].
  - В Пакистане произошёл крупный террористический акт. 76 человек погибло, ещё 106 получили ранения в результате подрыва полувоенного учебного центра в Чарсадде[47].
  - Грузия и Багамские Острова установили дипломатические отношения[48].

- 14 мая
  - Восемь стран, входящих в Арктический совет (в том числе Россия), подписали в Нууке (Гренландия) Соглашение о сотрудничестве в авиационном и морском поиске и спасании[49].
  - Глава МВФ Доминик Стросс-Кан задержан в аэропорту Нью-Йорка по обвинению в попытке изнасилования[50].
  - Мишель Мартейи вступил в должность президента Республики Гаити[51].
  - В финале конкурса Евровидение 2011 победил дуэт из Азербайджана Ell & Nikki с песней Running Scared[52].
  - По меньшей мере 6 человек погибли, 10 других — получили ранения в результате срабатывания бомбы, установленной на пути следования пассажирского автобуса, вблизи восточного пакистанского гарнизонного города Хариан в 130 км к юго-востоку от Исламабада[53].

- 15 мая
  - По меньшей мере 10 человек погибли и 112 — были ранены израильскими солдатами в городе Марун-эр-Рас на границе с Ливаном во время акции протеста, устроенной палестинскими беженцами и приуроченной ко дню Накбы[54].
  - Золотые медали чемпионата мира по хоккею завоевала сборная Финляндии[55].
  - В США инженеры открыли шлюзы в штате Луизиана и затопили более миллиона гектаров земель, чтобы предотвратить наводнения в крупных городах в нижнем течении реки Миссисипи[56].
  - Генеральным секретарём Лиги арабских государств избран министр иностранных дел Египта Набиль аль-Араби[57].

- 16 мая
  - Размер госдолга США достиг предельного значения, определённого американским законодательством в размере 14,3 трлн долларов[58].
  - Из Ливии бежал министр нефтяной промышленности, бывший премьер-министр Шукри Ганем[59].
  - После 337 дней переговоров о создании правительства король Бельгии Альберт II поручил его формирование Элио ди Рупо, лидеру франкофонской Социалистической партии[60].
  - Из Космического центра имени Кеннеди стартовал шаттл «Индевор»; программа полёта STS-134, по ней шаттл должен доставить на МКС магнитный альфа-спектрометр[61].
  - Умер первый ликвидатор аварии на АЭС «Фукусима-1»[62].
  - В Женеве открылся XVI Всемирный метеорологический конгресс[63].
  - В Женеве открылась 64-я сессия Всемирной ассамблеи здравоохранения[64].

- 17 мая
  - Королева Великобритании Елизавета II начала свой государственный визит в Республику Ирландия[65].
  - Британский вице-премьер Ник Клегг представил парламенту правительственный проект реформы Палаты лордов согласно которому численность верхней палаты сократят в два с лишним раза, а наследственных пэров заменят на избираемых сенаторов[66].
  - В Махачкале прошёл митинг в защиту дидойцев[67].

- 18 мая
  - 22 человека погибли в авиакатастрофе пассажирского самолёта Saab 340 аргентинской авиакомпании Sol Líneas Aéreas в провинции Рио-Негро вблизи деревни Прауаниеу[68][69].
  - По меньшей мере 11 человек погибли и 70 — были ранены во время столкновений протестующих с полицией в Талокане — административном центре афганской провинции Тахар. Протесты были направлены против рейда НАТО во вторник ночью по северному Афганистану, при котором погибли 4 боевика[70].
  - Сергей Миронов отозван с поста представителя Законодательного собрания Санкт-Петербурга в Совете Федерации, лишившись таким образом должности председателя Совета Федерации[71].
  - Иран и Кувейт восстановили дипломатические отношения, прерванные за месяц до этого[72].

- 19 мая
  - В парижском суде состоялись слушания по иску дочери президента Узбекистана Лолы Каримовой, которая обвинила французское издание Rue89 в клевете, так как была названа «дочерью диктатора»[73].
  - В результате землетрясения магнитудой 5,8, произошедшего на западе Турции, погибли, по меньшей мере, 3 человека, свыше 120 — ранены[74].
  - 27 человек погибли, 90 — ранены в результате трёх последовательных взрывов, направленных против полицейских, в городе Киркук на севере Ирака[75].
  - На Сейшельских Островах начались трёхдневные президентские выборы[76].
  - Директор-распорядитель МВФ Доминик Стросс-Кан официально подал в отставку[77].

- 20 мая
  - 3 человека погибли, 16 — получили ранения в результате взрыва на заводе по производству iPad, принадлежащему тайваньской фирме Foxconn, в столице юго-западной китайской провинции Сычуань — Чэнду[78].
  - По меньшей мере 44 человека погибли от рук сирийских служб безопасности, открывших огонь по протестующим в ряде городов Сирии[79].
  - 14 человек погибли в результате беспорядочной стрельбы, устроенной сомалийскими мятежниками в густонаселённом районе рынка Бакара[80].
  - Во Вьетнаме прошли выборы в Национальную Ассамблею. На 500 мест претендуют 830 кандидатов, из которых только 15 не являются членами правящей Коммунистической партии[81][82].
  - Восемь кораблей ВМС Ливии были уничтожены авиацией стран НАТО в портах Триполи, Аль-Хумса и Сирта[83].
  - В Астане (Казахстан) открылось ежегодное заседание ЕБРР[84].

- 21 мая
  - Началось извержение вулкана Гримсвотн в Исландии. Вулканологи предупреждают, что если извержение произошло ниже ледника, то оно будет сильнее извержения вулкана близ ледника Эйяфьядлайёкюдль в марте 2010 года[85].
  - По меньшей мере 16 человек погибли в результате срабатывания взрывных устройств с часовыми механизмами, установленных на танкерах с нефтью для НАТО, которые были припаркованы на стоянке пограничного терминала Торхэм в пакистанском пограничном городе Ланди-Котал. По меньшей мере 10 танкеров были уничтожены взрывом, а другие взрывались по мере распространения огня[86].
  - В Тбилиси (Грузия) начался митинг оппозиции с требованием отставки президента Михаила Саакашвили[87].

- 22 мая
  - Центральная избирательная комиссия Сейшельских Островов объявила действующего президента страны Джеймса Майкла победителем на прошедших президентских выборах.[88].
  - 158 человек погибли и более 1,000 получают травмы в результате обрушившегося торнадо[англ.] длиной в 9.5 км, шириной — 1 км на город Джоплин в юго-западном американском штате Миссури[89][90].
  - Золотая пальмовая ветвь каннского фестиваля была присуждена фильму «Древо жизни» американского режиссёра Терренса Малика[91].
  - 7 человек погибли, один был ранен на шахте в центральной китайской провинции Хунань в городе Ленгшуицзян; кроме того, 6 человек погибли и 27 получили ранения на шахте в юго-западной китайской провинции Сычуань в уезде Ронсянь[92].
  - В результате прошедших на Кипре парламентских выборов консервативная оппозиционная партия Демократическое объединение получила 20 мест в Палате Представителей, а правящая коммунистическая Прогрессивная партия трудового народа Кипра — 19 мест[93].
  - В пакистанском городе Карачи прошла многотысячная акция протеста против ударов беспилотных самолётов американских ВВС по северо-западной территории страны. Оппозиционный лидер Имран Хан заявил, что правительство Пакистана должно будет уйти в отставку если американцы не прекратят бомбить территорию страны[94].
  - 13 человек погибли, включая семерых полицейских, 65 — получили ранения в результате серии взрывов, прогремевших в Ираке[95].

- 23 мая
  - В Чили эксгумировали останки бывшего президента страны Сальвадора Альенде с целью определить причину его смерти[96].
  - В Нидерландах прошли выборы в Первую палату парламента страны. Правящая коалиция получила 37 из 75 мест в сенате[97][98].
  - Национальный банк Республики Беларусь объявил об официальной девальвации белорусского рубля на 56,3 %[99]. Также с 24 мая восстанавливается двухпроцентный коридор колебаний в обменных пунктах и на внебиржевом рынке валюты[100].

- 24 мая
  - Состоялось первичное размещение акций компании «Яндекс» на бирже NASDAQ, капитализация компании выросла до 12 миллиардов долларов[101].
  - Новым премьер-министром Уганды назначен Амама Мбабази[102].
  - Не менее 38 человек погибли в столкновениях между правительственными войсками и противостоящими властям племенами в йеменской столице Сане[103].
  - 8 человек погибли, свыше 60 — получили ранения в результате обрушившихся торнадо[англ.] на американские штаты Оклахома, Арканзас и Канзас[104].

- 25 мая
  - Специалисты НАСА последний раз попытались выйти на связь с марсоходом «Спирит», с этого дня его миссия официально считается законченной[105].
  - Состоялся последний показ шоу Опры Уинфри[106].
  - 12 человек погибли (7 — на борту, 5 — на земле) в результате авиакатастрофы одномоторного турбовинтового самолёта Pilatus PC-12 авиакомпании Air Charter Services India. Самолёт перевозил на лечение из Патны в Дели пациента в критическом состоянии, но потерпел крушение спустя 5 минут после потери контакта с авиационно-диспетчерской службой аэропорта Дели. Как оказалось, самолёт врезался в крышу дома в посёлке Парватия вблизи Фаридабада[107].
  - По меньшей мере четыре человека погибли и более 20 получили ранения в результате атаки террориста-смертника на гружённом взрывчаткой грузовике полицейского участка в северо-западном пакистанском городе Пешавар[108].
  - По сообщению МВД Грузии в результате разгона акции протеста оппозиционного движения «Народное собрание» в Тбилиси погибли двое полицейских[109].

- 26 мая
  - Ирландский писатель Джон Бэнвилл удостоен литературной премии имени Франца Кафки[110].
  - 37-й саммит Группы восьми открылся во французском Довиле[111].
  - Вступил в должность новый президент Коморских Островов Икилилу Дуанин.Также приведены к присяге три вице-президента[112].
  - 24 человека погибли, 58 — ранены в результате взрыва бомбы у здания суда в пакистанском городе Хангу[113].
  - Бывший начальник штаба армии боснийской Республики Сербской Ратко Младич арестован на территории Сербии, готовится его выдача Гаагскому трибуналу[114].
  - По меньшей мере два человека погибли и шесть получили ранения в результате трёх взрывов, случившихся во дворах правительственных зданий в городе Фучжоу южной китайской провинции Цзянси[115]
  - 8 человек получили ранения в результате взрыва бомбы, смонтированной на велосипеде, припаркованном у автобусной остановки в Стамбуле[116]
  - Сезон торнадо[англ.] в США: новой жертвой стихийного бедствия стал город Сидалия в штате Миссури, повреждены сотни домов[117].

- 27 мая
  - 121 человек был ранен в столкновениях между протестующими и полицейскими в Барселоне. Полицейские очищали их временный лагерь[118].
  - Грузия и Суринам установили дипломатические отношения[119].

- 28 мая
  - В Бенине назначено новое правительство. Паскаль Купаки занял пост премьер-министра, упразднённый несколько лет назад[120].
  - В финале кубка лиги чемпионов УЕФА победу одержал футбольный клуб «Барселона»[121].
  - 6 человек погибли, включая шефа полиции и нескольких германских солдат НАТО, 10 других — были ранены в результате атаки террориста-смертника, переодетого в форму полицейского, на офис губернатора афганской провинции Тахар[122].
  - По меньшей мере 8 человек погибли, 10 — получили ранения в результате самоподрыва террориста-смертника на рынке Пешат в пакистанском Баджауре[123].
  - На Мальте прошёл референдум по вопросу о легализации разводов[124]. 53,16 % избирателей высказались в поддержку предложения.
  - Президент Латвии Валдис Затлерс инициировал роспуск парламента[125].

- 29 мая
  - В Москве скончался президент Абхазии Сергей Багапш[126].

- 30 мая
  - После нескольких дней антиправительственных протестов сирийские власти ввели войска и бронетехнику в города Растан и Талбису[127].
  - КНДР отказалась от переговоров с властями Южной Кореи, до тех пор, пока у власти в Сеуле находится президент Ли Мён Бак[128].

- 31 мая
  - Всемирная организация здравоохранения впервые заявила о возможной связи использования мобильного телефона с развитием у человека рака мозга[129].
  - Генерал Ратко Младич, арестованный в Сербии по подозрению в совершении военных преступлений, экстрадирован в Гаагу[130].
  - Президент Сирии Башар Асад подписал указ об амнистии всех политических заключённых[131].
  - В Москве открыт памятник поэту Иосифу Бродскому[132].
  - Вануату признала независимость Абхазии и установила с ней дипломатические отношения[133][134].